# Leone Allacci
Leone Allacci, Leo Allatius en latin et Λέων Ἀλλάτιος en grec ancien (1586 à Chios, Grèce - 18 janvier 1669 à Rome) est un écrivain italien d'origine grecque qui était garde de la bibliothèque du Vatican.
Né dans une famille grecque, Leone Allacci vint de bonne heure à Rome, où il embrassa le catholicisme. Il enseigna dans cette ville au collège des Grecs, et devint en 1661 garde de la bibliothèque du Vatican. Laborieux, infatigable, avide de manuscrits, doué d'une grande mémoire, il se montra digne du poste qu'il occupait. Bien que de l’Église grecque, il se montra plus ennemi de ses coreligionnaires qu'un catholique romain, et fut d'un grand secours aux religieux de Port-Royal dans leur dispute avec le théologien protestant Jean Claude sur la croyance des Grecs à l'égard de l'Eucharistie.

## Biographie
Leone Allacci naquit, en 1586, dans l’île de Chio, de parents grecs ; il fut transporté dès l’âge de neuf ans en Calabre, où il commença ses études : il se rendit à Rome en 1600, et, après les avoir finies, il y obtint plusieurs emplois. Le pape Grégoire XV l’envoya en Allemagne, en 1622, pour faire transporter à Rome la bibliothèque de Heidelberg, dont l’électeur de Bavière avait fait présent à ce pontife. Le cardinal Francesco Barberini le fit ensuite son bibliothécaire. Enfin, il fut nommé, en 1661, bibliothécaire du Vatican. Il mourut au mois de janvier 1669, âgé de 83 ans, après avoir fondé plusieurs collèges dans l’ile de Chio, sa patrie. « C’était, dit le P. Niceron, un homme laborieux et infatigable, doué d’une mémoire prodigieuse, et qui savait beaucoup en tout genre d’érudition ; mais il manquait de justesse et de critique, et l’on remarque dans ses ouvrages beaucoup plus de lecture et de savoir, que d’esprit et de jugement. » Il vécut dans le célibat, mais sans vouloir s’engager dans les ordres. Alexandre VII lui demandait un jour pourquoi il ne voulait pas les recevoir. « C’est, lui répondit Allacci, pour pouvoir me marier quand je voudrai. — Mais, reprit le pape, pourquoi donc ne vous mariez-vous pas ? — C’est, répliqua-t-il, pour pouvoir prendre les ordres quand la fantaisie m’en viendra. » Un trait minutieux fait voir combien il était constant dans ses habitudes. On assure qu’il se servit, pendant quarante ans, de la même plume, et que, l’ayant perdue, il fut près d’en pleurer de chagrin. Il écrivait si vite, qu’il copia en une nuit le Diarium romanorum Pontificum, qu’un moine cistercien lui avait prêté. Il a laissé un grand nombre d’ouvrages, la plupart de théologie ou de liturgie, et dont plusieurs ont pour objet la conversion des schismatiques grecs.

## Œuvres
Leone Allacci a composé de nombreux ouvrages de théologie et de philologie, tous pleins d'érudition.
Les plus importants sont :
- De Ecclesiæ occidentalis et orientalis perpetua consensione sur Google Livres, Cologne, Kalckhoven, 1648 Titre complet : Leonis Allatii De ecclesiae occidentalis atque orientalis perpetua consensione libri tres, ejusdem dissertationes de dominicis et hebdomadibus Graecorum, et de missa praesanctificatorum, cum Bartholdi Nihusii ad hanc annotationibus de communione Orientali ; c’est le plus considérable de ses ouvrages : il s’y propose, comme le titre l’annonce, de prouver que l’Église latine et l’Église grecque ont toujours été unies dans la même foi.
- De utriusque Ecclesiæ, etc., in dogmate de purgatorio, Consensione, Rome 1655, in-8°.
- De Libris ecclesiasticis Græcorum, Paris, 1645, in-8°,
- De Templis Græcorum recentioribus, Cologne, 1645, in-8°.
- Gæaciæ orthodoxe Scriptores, Rome, 1652 et 1657, 2 vol. in-4°.
- Philo Byzantinus de septem orbis Spectaculis, gr. et la., cum notis, Rome, 1640, in-8°.
- Eustathius archiepiceopus Antiochenus in Exahemeron ; ejusdem de Engastrimytho in Originem Dissertatio ; Origenis de Engastrimytho, in prima-Regum homilia, gr. et lat. ; addidit in Eustathi Exahemron notas uberiores et collectanea, et suum de Engastrimytho syntgma, Lyon, 1629, in-4°. Il y a beaucoup d’érudition dans ses notes et dans sa dissertation sur l’Engastrimythe. Il y soutient, avec Eustathe d'Antioche, que ce ne fut point l’âme de Samuel qui apparut à Saül, mais que cette apparition ne fut que l’effet des prestiges de la pythonisse et du diable.
- Symmiha, sive opusculorum græcorum aclatinorum vestustiorum ac recentiorum libri duo, Cologne, 1655 in-fol. ;
- De Mensura temporum antiquorum et præcipue græcorum, Cologne, 1645, in-8°.
- Concordia nationum christianarum Asiæ, Africæ et Europæ, in fide catholica.
- De octava Synodo Photii, etc., Rome, 1662. (Voy. dans le P. Niceron, t. 8 et 10, la liste de ses autres ouvrages.)

Il se délassait de ses travaux thélogiques par des études littéraires : on a de lui dans ce genre :
- de Patria Homeri, Lugduni, 1640, in-8°, réimprimé dans le t. 10 des Antiquités grecques de Gronovius. L’auteur, zélé pour l’honneur de sa patrie, prétend qu’Homère était natif de Chio. Il y traite durement Jules Scaliger, pour se venger du mépris que ce fameux critique faisait des Grecs, et principalement d’Homère, qu’il plaçait au-dessous de Virgile. À cet ouvrage est jointe une pièce de l’Allacci, en vers grecs, intitulée : Natales Homerici, avec la traduction latine d’André Bajano.
- Apes Urbanæ, etc., Rome, 1655, in-8° ; titre emprunté des abeilles, qui étaient les armoiries d’Urbain VIII ; il y fait l’énumération de tous les savants qui fleurirent à Rome depuis 1630 jusqu’à la fin de 1632, et y a joint le catalogue de leurs ouvrages ; ce livre a été réimprime à Hambourg, en 1711, in-8°, par les soins de Fabricius.
- Dramaturgia, catalogue alphabétique de tous les ouvrages dramatiques italiens publiés jusqu’à son temps, réimprimé en 1755, à Venise, in-4°, avec des additions considérables qui s’étendent jusqu’à cette même année.
- Poeti antichi raccolti da Codici manoscriti della bibliotheca Vaticana e Barberina, Naples, 1661, in-8°, rare. C’est un recueil précieux d’anciennes poésies italiennes, jusqu’alors inédites, dédié aux membres de l’académie de Messine appelée della Fucina, et précédé d’un avis de l’Allacci aux lecteurs, où l’on trouve des détails instructifs sur tous ces poètes italiens des premiers temps. Le P. Niceron n’en a point parlé.